# Bill Paxon
Leon William Paxon, detto Bill (Akron, 29 aprile 1954), è un politico statunitense, membro della Camera dei Rappresentanti per lo stato di New York dal 1989 al 1999.

## Biografia
Nato nei pressi di Buffalo, Paxon si appassionò alla politica e dopo gli studi cominciò ad operare attivamente nella legislatura della Contea di Erie. Nel 1982 venne eletto all'Assemblea di stato di New York come membro del Partito Repubblicano.
Nel 1988 si candidò alla Camera dei Rappresentanti e riuscì a farsi eleggere. Venne riconfermato altre quattro volte e nel 1999 lasciò il Congresso abbandonando la politica attiva.
Tuttavia dopo aver lasciato l'incarico di deputato, Paxon divenne lobbista e si occupò di consulenze per diversi colleghi parlamentari.
Durante la permanenza al Congresso, Paxon conobbe e sposò la collega deputata Susan Molinari, dalla quale ebbe due figlie. Anche la Molinari dopo il ritiro divenne lobbista e lei e il marito si trasferirono in Virginia.